# Калагин, Леонид Романович
Леони́д Рома́нович Кала́гин (16 апреля 1907, Морки, Царевококшайский уезд, Казанская губерния, Российская империя ― 7 июля 1970, Саратов, РСФСР, СССР) ― советский военный врач. Участник Советско-финляндской и Великой Отечественной войн, полковник медицинской службы (1950). Кавалер ордена Ленина (1949). Член ВКП(б) с 1931 года.

## Биография
Родился 16 апреля 1907 года в п. Морки ныне Марий Эл в крестьянской семье. В 7 лет лишился отца, батрачил. 
В октябре 1923 года призван в РККА, в 1931 году вступил в ВКП(б). В 1934 году окончил Московскую военно-инженерную академию в Ленинграде. Служил в частях Ленинградского военного округа.
Участник Советско-финляндской войны, в 1939―1940 годах ― начальник санитарной службы особой авиационной группы.
Участник Великой Отечественной войны: в 1941 году ― начальник санитарной службы 2-й смешанной авиационной дивизии, в 1941―1943 годах ― начальник управления 5-го района авиационного базирования на Ленинградском фронте, в 1943―1944 годах ― флагманский врач управления 8-й воздушной армии на Южном и 4-м Украинском фронте, подполковник медицинской службы. С 1944 года ― начальник санитарной службы авиационной школы в Энгельсе, с 1946 года ― дивизионный врач авиационной дивизии Ленинградского военного округа, начальник курса, с 1950 года ― Военно-морской медицинской академии, в 1951―1957 годах ― военно-медицинского факультета Саратовского медицинского института. В 1950 году присвоено звание полковника медицинской службы. В ноябре 1957 года завершил военную службу.
Награждён орденами Ленина, Красного Знамени, Красной Звезды (дважды) и медалями, в том числе медалью «За оборону Ленинграда». 
Ушёл из жизни 7 июля 1970 года в Саратове.

## Награды
- Орден Ленина (20.06.1949) ― за выслугу лет[3]
- Орден Красного Знамени (03.11.1944, 05.11.1954 ― за выслугу лет)[3]
- Орден Красной Звезды (25.03.1944)[3]
- Медаль «За оборону Ленинграда» (22.12.1942)[3]
- Медаль «За победу над Германией в Великой Отечественной войне 1941—1945 гг.»[3]
- Юбилейная медаль «Двадцать лет Победы в Великой Отечественной войне 1941—1945 гг.»
- Медаль «За воинскую доблесть. В ознаменование 100-летия со дня рождения Владимира Ильича Ленина»